# Bødalsbreen

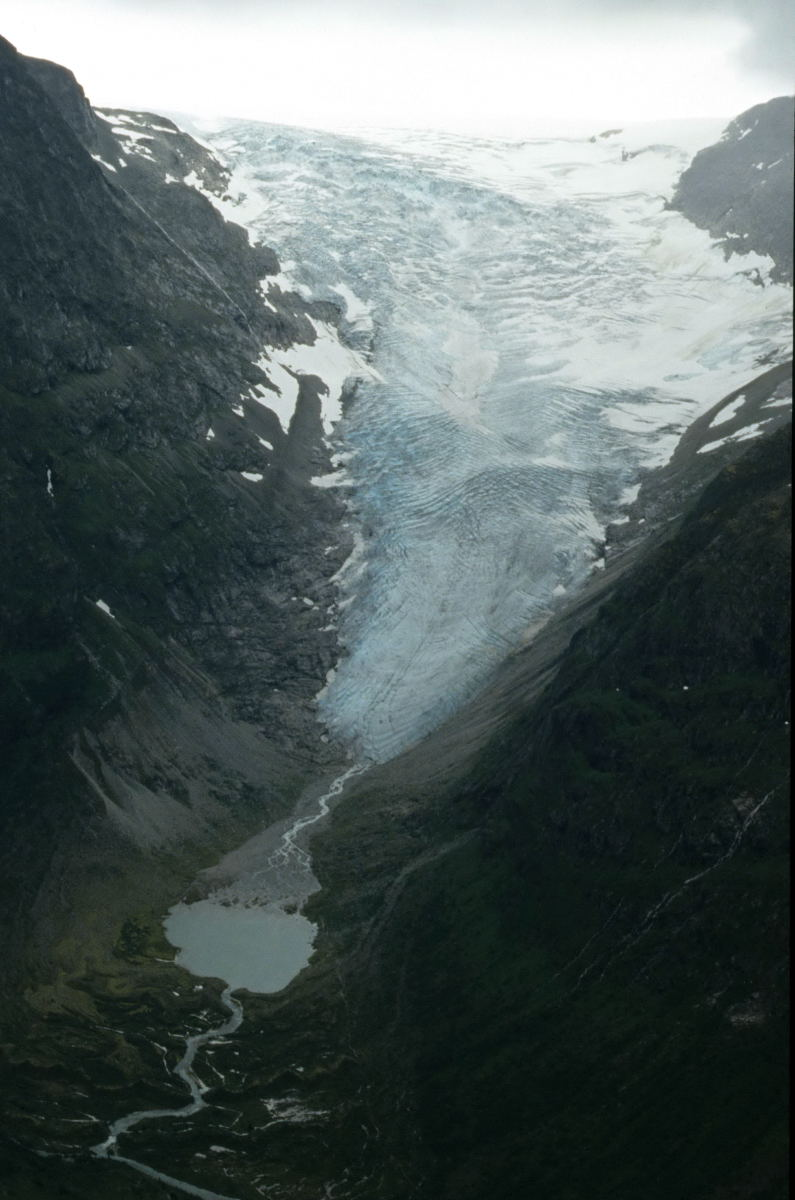
Bødal

Bødalsbreen är en glaciär i Stryns kommun i Norge. Bødalsbreen är en arm av Jostedalsbreen som täcker stora delar av Stryns kommun. På sommaren pågår där glaciärvandring.